# عابدة ريتشي
عابدة ريتشي (بالإنجليزية: Abedah Ritchie)‏ (فورت وورث، 6 مايو 1986 - ...)، مغنية راب سابقة، ومترجمة حالياً.

## حياتها
ولدت عابدة في 6 مايو عام 1986 لأسرة أمريكية مسيحية كريستين نيكول ريتشي (بالإنجليزية: Kristin Nicole Ritchie)‏، وعندما احترفت مجال غناء الراب عُرفت باسم إم سي روتر (بالإنجليزية: MC Route)‏.

## تحولها للإسلام
في 5 أبريل 2012؛ تحولت ريتشي إلى الإسلام  وغيرت اسمها من كريستين إلى عابدة، ويُختصر أحياناً إلى «آبي» لصعوبة لفظ الحروف العربية.
ذكرت عابدة في مقابلة سابقة بإنها قبل الإسلام كانت على المسيحية، لكنها لم تأخذ الدين على محمل الجد. وقالت أيضاً إنها اعتنقت الإسلام لأنها وجدته منطقياً.
في 3 مارس 2014، ظهرت في برنامج دكتور فيل مع والدتها دارلين، وكانت الأخيرة قلقة بشأن معتقدات ابنتها الجديدة.

## روابط خارجية
- عابدة ريتشي على موقع ميوزك برينز (الإنجليزية)
- عابدة ريتشي على موقع ديسكوغز (الإنجليزية)